# 纳姆利
纳姆利（Namli），是印度中央邦Ratlam县的一个城镇。总人口8475（2001年）。

## 人口
该地2001年总人口8475人，其中男性4307人，女性4168人；0—6岁人口1297人，其中男673人，女624人；识字率65.22%，其中男性为76.81%，女性为53.24%。